# Constant Joseph Desbordes
Constant Joseph Desbordes est un peintre français né 1er janvier 1761 à Douai et mort à Paris le 27 avril 1828,,.

## Biographie
Constant Desbordes est l'oncle de la femme de lettres Marceline Desbordes-Valmore. Dans le tableau La Vaccine, il la représente en mère tenant l'enfant vacciné avec à côté d'elle ses deux sœurs Cécile et Eugènie. Dans son roman L'Atelier d'un peintre. Scènes de la vie privée, Marceline Desbordes-Valmore évoque un peintre répondant au nom de Léonard, qui serait son oncle.

## Œuvres dans les collections publiques
Espagne

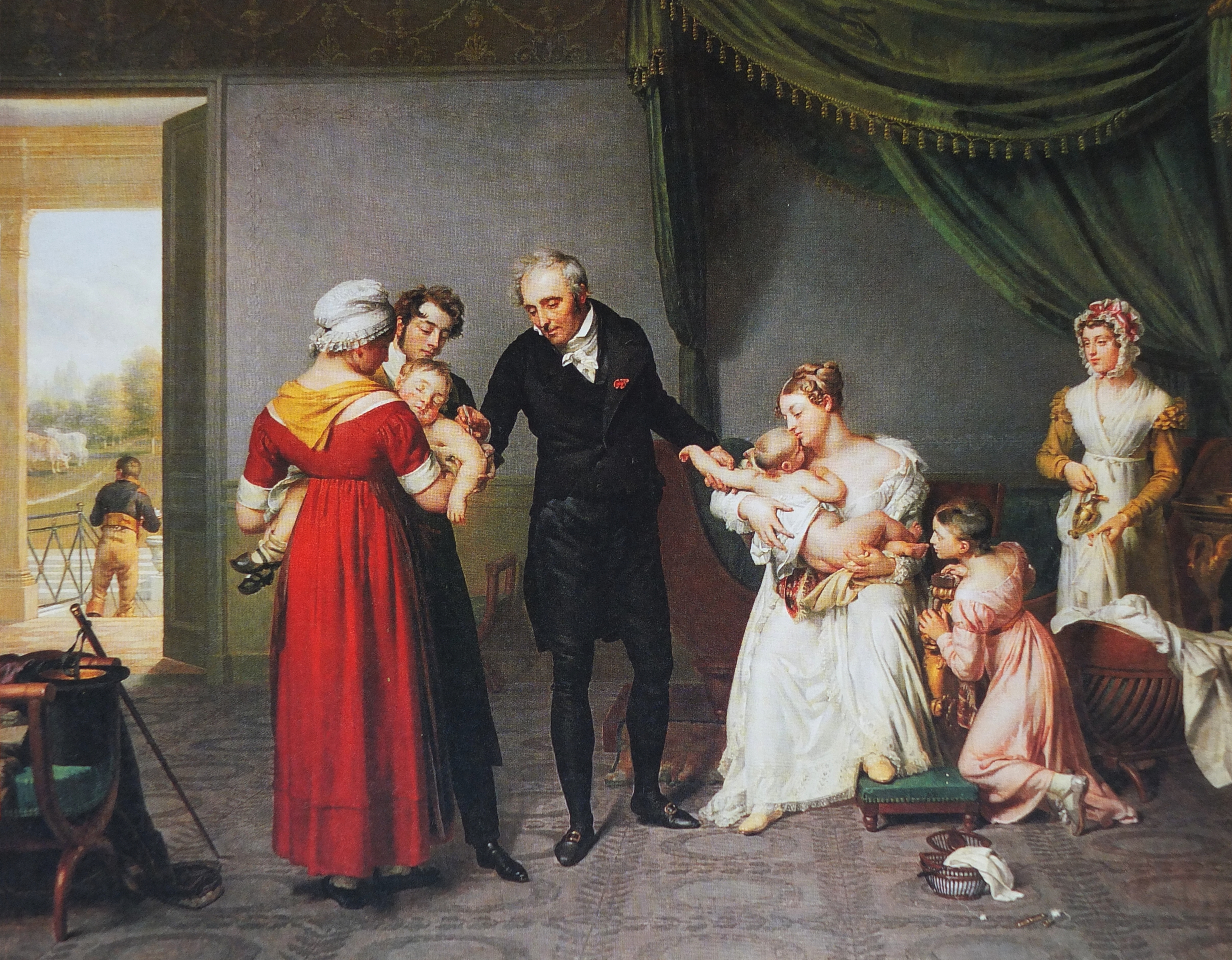
Jean-Louis Alibert procédant à une variolisation (vers 1820), Douai, musée de la Chartreuse.

- Madrid, musée du Prado : Sainte Cécile, copie d'après le tableau de Raphaël à Bologne, Pinacothèque nationale. Mode d'acquisition inconnue, figure dans un inventaire de 1857[6].

France
- Beauvais, musée départemental de l'Oise : Le Chariot brisé, ou Portrait de famille, Salon de 1806.
- Douai, musée de la Chartreuse :
  - Portrait de Marceline Desbordes-Valmore, 1811, don de Prosper Valmore en 1859.
  - Portrait d'Antoine Félix Desbordes, inv. no 98, achat avant 1937.
  - Autoportrait, inv. no 101, achat avant 1937.
  - Jean-Louis Alibert procédant à une variolisation, ou La Vaccine au château de Liancourt, 1822, inv. no z3865bis ; RF 74. dépôt de L’État en 1890[7].
- Grenoble, musée Stendhal : Portrait du général Alexandre Debelle, dépôt du musée de Grenoble, don en 1868, inv. no MG 546.
- Paris, musée du Louvre : Portrait de Madame Desbordes, sœur de Constant Desbordes et mère de Marceline Desbordes-Valmore, dessin, inv. no RF 35924 Recto, legs du docteur Robert Le Masle.